# نیکولای موراشکو
نیکولای موراشکو (روسی: Никола́й Ива́нович Мура́шко؛ ۲۰ مهٔ ۱۸۴۴ – ۲۲ سپتامبر ۱۹۰۹) نقاش اهل امپراتوری روسیه بود.